# Aspotogan Peninsula
Aspotogan Peninsula är en halvö i Kanada.   Den ligger i provinsen Nova Scotia, i den sydöstra delen av landet, 900 km öster om huvudstaden Ottawa. Aspotogan Peninsula ligger vid sjön Shoal Cove Lake.